# Dreipäpstejahr
Als Dreipäpstejahr oder Dreipäpstesommer wird in der jüngeren Geschichte das Jahr 1978 bezeichnet, in welchem Papst Johannes Paul I. dem verstorbenen Papst Paul VI. auf dem Heiligen Stuhl folgte. Erstgenannter starb jedoch bereits 33 Tage später, so dass nach einem weiteren Konklave Johannes Paul II. das Amt übernahm.
Bezüglich der Wortbedeutung lehnt sich der Begriff an das Dreikaiserjahr 1888, das römische Vierkaiserjahr 69 n. Chr. und das zweite Vierkaiserjahr 193 an. Bisher gab es 13 oder 14 Dreipäpstejahre, 1276 war das einzige Vierpäpstejahr in der Geschichte des Christentums.
Siehe auch Liste der Päpste.

## Jahre mitdreiPäpsten
Im allgemeinen Sinne wird die Bezeichnung Dreipäpstejahr für Jahre verwendet, in denen ein Papst kurz nach seiner Wahl starb oder auf andere Weise aus seinem Amt ausschied, woraus ein Jahr mit drei Päpsten resultierte.
| Nr. | Jahr | Name (1)      | Name (2)         | Name (3)          |
| --- | ---- | ------------- | ---------------- | ----------------- |
| 01  | 752  | Zacharias     | Stephan (II.)    | Stephan II.       |
| 02  | 827  | Eugen II.     | Valentin         | Gregor IV.        |
| 03  | 896  | Formosus      | Bonifatius VI.   | Stephan VI.       |
| 04  | 897  | Stephan VI.   | Romanus          | Theodor II. a     |
| 05  | 928  | Johannes X.   | Leo VI.          | Stephan VII. b    |
| 06  | 964  | Leo VIII.     | Johannes XII.    | Benedikt V.       |
| 07  | 1003 | Silvester II. | Johannes XVII.   | Johannes XVIII.   |
| 08  | 1046 | Gregor VI.    | Clemens II.      | Benedikt IX. c    |
| 09  | 1187 | Urban III.    | Gregor VIII.     | Clemens III.      |
| 10  | 1503 | Alexander VI. | Pius III.        | Julius II.        |
| 11  | 1555 | Julius III.   | Marcellus II.    | Paul IV.          |
| 12  | 1590 | Sixtus V.     | Urban VII.       | Gregor XIV.       |
| 13  | 1605 | Clemens VIII. | Leo XI.          | Paul V.           |
| 14  | 1978 | Paul VI.      | Johannes Paul I. | Johannes Paul II. |

## Jahr mitvierPäpsten
1. 1276: Gregor X. – Innozenz V. – Hadrian V. – Johannes XXI.